# Mo socken, Västergötland
Mo socken i Västergötland ingick i Vadsbo härad, ingår sedan 1971 i Töreboda kommun och motsvarar från 2016 Mo distrikt.
Socknens areal är 11,61 kvadratkilometer varav 11,35 land. År 2000 fanns här 601 invånare.  En del av tätorten Moholm med Moholms herrgård och med sockenkyrkan Mo kyrka ligger i socknen.

## Administrativ historik
Socknen har medeltida ursprung. 
Vid kommunreformen 1862 övergick socknens ansvar för de kyrkliga frågorna till Mo församling och för de borgerliga frågorna bildades Mo landskommun. Landskommunen uppgick 1952 i Moholms landskommun som 1971 uppgick i Töreboda kommun. Församlingen uppgick 2002 i Fägre församling.
1 januari 2016 inrättades distriktet Mo, med samma omfattning som församlingen hade 1999/2000.  
Socknen har tillhört län, fögderier, tingslag och domsagor enligt vad som beskrivs i artikeln Vadsbo härad. De indelta soldaterna tillhörde Skaraborgs regemente, Södra Vadsbo kompani. 

## Geografi
Mo socken ligger sydost om Mariestad kring Tidan. Socknen är en odlad slättbygd kantad av skogspartier.

## Fornlämningar
Från järnåldern finns ett gravfält, stensättningar och domarringar.

## Namnet
Namnet skrevs 1439 Moa och kommer från kyrkbyn och innehåller mo, 'sandig jord'.
Förr kallades socknen stundom Moholms socken.